# The Corpse of Anna Fritz
Pour plus de détails, voir Fiche technique et Distribution.
The Corpse of Anna Fritz (El cadáver de Anna Fritz)  est un film espagnol réalisé par Hector Hernandez Vicens sorti en 2015.

## Synopsis
Le corps d'un célèbre mannequin arrive à la morgue. Trois hommes décident d'en profiter pour violer le cadavre mais la jeune fille est en fait vivante.

## Fiche technique
- Titre : The Corpse of Anna Fritz
- Titre original : El cadáver de Anna Fritz
- Scénario : Isaac P. Creus
Hector Hernandez Vicens
- Directeur photo : Ricard Canyellas
- Musique : Tolo Prats
- Montage : Alberto Bernad
- Effets spéciaux : Negrete Films
- Producteurs : Albert Carbo et Marta Carbo
- Production : Columbus Films / A Contraluz Films / Benecé Produccions / Buena Vida Films / Corte y Confección de películas / Generalitat de Catalunya / Playtime Movies / Seitofilms / Silendum Films / Televisió de Catalunya
- Distributeurs : Primer Plano Film Group / Splendor Films / Invincible Pictures / Prime Wave / Capelight Pictures / Alive Vertrieb und Marketing
- Pays de production :  Espagne
- Genre : drame
- Durée : 76 minutes
- Date de sortie : 2015

## Distribution
- Alba Ribas : Anna Fritz
- Cristian Valencia : Ivan
- Albert Carbo : Pau
- Bernat Saumell : Javier
- Belen Fabra : une infirmière
- Montserrat Miralles : une infirmière
- Henry Morales : un garde
- Daniel Aser : un garde
- Julia Lara : une serveuse du bar